# Maravilla Este (Las Marías)
Maravilla Este es un barrio ubicado en el municipio de Las Marías en el estado libre asociado de Puerto Rico. En el Censo de 2010 tenía una población de 748 habitantes y una densidad poblacional de 148,95 personas por km².

## Geografía
Maravilla Este se encuentra ubicado en las coordenadas 18°15′41″N 66°58′53″O / 18.26139, -66.98139. Según la Oficina del Censo de los Estados Unidos, Maravilla Este tiene una superficie total de 5.02 km², de la cual 5 km² corresponden a tierra firme y (0.41%) 0.02 km² es agua.

## Demografía
Según el censo de 2010, había 748 personas residiendo en Maravilla Este. La densidad de población era de 148,95 hab./km². De los 748 habitantes, Maravilla Este estaba compuesto por el 88.77% blancos, el 3.34% eran afroamericanos, el 0.13% eran amerindios, el 4.95% eran de otras razas y el 2.81% pertenecían a dos o más razas. Del total de la población el 99.6% eran hispanos o latinos de cualquier raza.